# Plymouth County (Iowa)
Das Plymouth County ist ein County im US-amerikanischen Bundesstaat Iowa. Im Jahr 2020 hatte das County 25.698 Einwohner und eine Bevölkerungsdichte von 11,5 Einwohnern pro Quadratkilometer. Der Verwaltungssitz (County Seat) ist Le Mars.
Das Plymouth County ist Teil der Sioux City metropolitan area, die sich auch über die Staatsgrenzen nach Nebraska und South Dakota erstreckt.

## Geografie

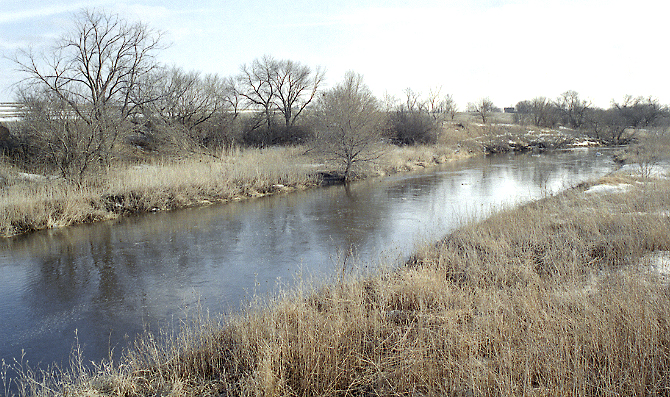
Floyd River

Das County liegt im Nordwesten von Iowa. Die Westgrenze des Plymouth County wird vom Big Sioux River gebildet und ist zugleich die Grenze zu South Dakota.
Wenige Kilometer unterhalb der Südgrenze des Plymouth County münden in Sioux City, das nur im Norden zum Plymouth County gehört, der Big Sioux River und der Floyd River in den Missouri River.
Das County hat eine Fläche von 2238 Quadratkilometern, wovon ein Quadratkilometer Wasserfläche ist. Es grenzt an folgende Nachbarcountys:
|                             | Sioux County    | O’Brien County  |
| Union County (South Dakota) |                 | Cherokee County |
|                             | Woodbury County |                 |

## Geschichte
Das Plymouth County wurde am 15. Januar 1851 gebildet. Die Besiedlung begann 1856. Im Oktober 1859 wurde das erste Gerichtsgebäude erbaut und die erste öffentliche Schule öffnete ihre Pforten mit 32 Schülern. 1872 wurde der Sitz der County-Verwaltung nach Le Mars verlegt und dort 1873 ein neues Gerichtsgebäude und ein Gefängnis gebaut. Das heute noch benutzte Gerichtsgebäude wurde 1900 aus rotem Sandstein errichtet.
Während der großen Depression 1929 organisierten sich die Farmer in der Gruppe, die Farmers Holiday Group genannt wurde. Ihr Ziel war es, die erwirtschafteten Farmprodukte unter Ausschluss des Handels direkt in den umliegenden Städten zu verkaufen. Eine radikale Gruppe unter ihnen entführten Richter Bradley aus seinem Gerichtssaal und drohten damit, ihn vor dem Gerichtsgebäude aufzuhängen. Bradley konnte befreit werden, aber der Gouverneur beorderte die Nationalgarde in das Plymouth County und verhängte den Ausnahmezustand, was das Ende der Farmers Holiday Group bedeutete.

## Bevölkerung
Nach der Volkszählung im Jahr 2010 lebten im Plymouth County 24.986 Menschen in 9804 Haushalten. Die Bevölkerungsdichte betrug 1,0 Einwohner pro Quadratkilometer. In den 9804 Haushalten lebten statistisch je 2,53 Personen.
Ethnisch betrachtet setzte sich die Bevölkerung zusammen aus 96,4 Prozent Weißen, 0,3 Prozent Afroamerikanern, 0,3 Prozent amerikanischen Ureinwohnern, 0,5 Prozent Asiaten sowie aus anderen ethnischen Gruppen; 1,0 Prozent stammten von zwei oder mehr Ethnien ab. Unabhängig von der ethnischen Zugehörigkeit waren 3,0 Prozent der Bevölkerung spanischer oder lateinamerikanischer Abstammung.
26,0 Prozent der Bevölkerung waren unter 18 Jahre alt, 57,4 Prozent waren zwischen 18 und 64 und 16,6 Prozent waren 65 Jahre oder älter. 50,5 Prozent der Bevölkerung war weiblich.

Das jährliche Durchschnittseinkommen eines Haushalts lag bei 56.379 USD. Das Prokopfeinkommen betrug 28.060 USD. 4,8 Prozent der Einwohner lebten unterhalb der Armutsgrenze.

## Ortschaften
Inkorporierte Citys:
| Ort         | Einwohner 2010 | Einwohner 2020 |
| ----------- | -------------- | -------------- |
| Sioux City1 | 82.684         | 85.797         |
| Le Mars     | 9826           | 10.571         |
| Remsen      | 1663           | 1678           |
| Akron       | 1486           | 1558           |
| Kingsley    | 1411           | 1396           |
| Hinton      | 928            | 935            |
| Merrill     | 755            | 717            |
| Brunsville  | 151            | 129            |
| Westfield   | 132            | 123            |
| Oyens       | 103            | 92             |
| Craig       | 89             | 79             |
| Struble     | 78             | 67             |

Von der Volkszählung nicht separat erfasste Unincorporated Communities:
| - Adaville - Lemars - Millnerville - Neptune | - Ruble - Seney - Union Center - West Le Mars |

1 – überwiegend im Woodbury County

## Gliederung
Das Plymouth County ist in 24 Townships eingeteilt:
| Township          | Einwohner (2010) |
| ----------------- | ---------------- |
| America Township  | 10.299           |
| Elgin Township    | 448              |
| Elkhorn Township  | 202              |
| Fredonia Township | 281              |
| Garfield Township | 1554             |
| Grant Township    | 480              |
| Hancock Township  | 371              |
| Henry Township    | 173              |

| Township            | Einwohner (2010) |
| ------------------- | ---------------- |
| Hungerford Township | 1823             |
| Johnson Township    | 244              |
| Liberty Township    | 315              |
| Lincoln Township    | 261              |
| Marion Township     | 600              |
| Meadow Township     | 249              |
| Perry Township      | 1124             |
| Plymouth Township   | 1023             |

| Township            | Einwohner (2010) |
| ------------------- | ---------------- |
| Portland Township   | 1755             |
| Preston Township    | 281              |
| Remsen Township     | 1766             |
| Sioux Township      | 298              |
| Stanton Township    | 352              |
| Union Township      | 189              |
| Washington Township | 486              |
| Westfield Township  | 406              |

Die Stadt Sioux City gehört keiner Township an.